# Gâche (serrurerie)
Pour les articles homonymes, voir Gâche.

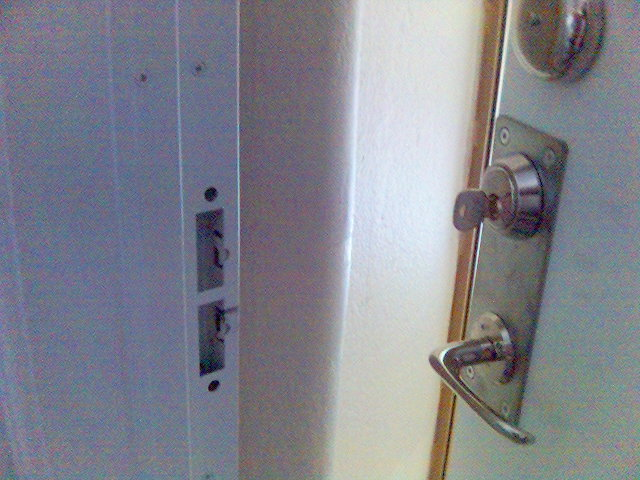
Gâche, à gauche

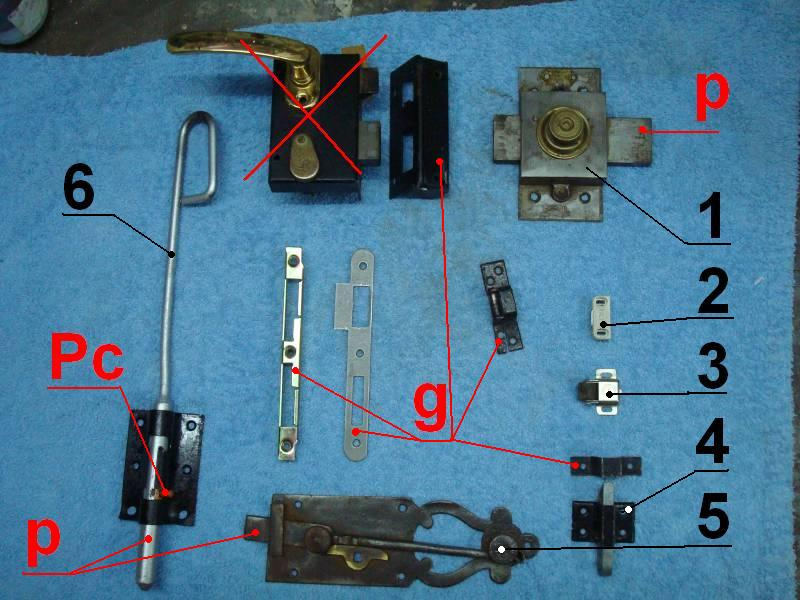
1=targette, 2=loqueteau magnétique, 3=loqueteau à boule, 4=loqueteau à ressort, 5=loqueteau ancien, 6=verrou à picolet, P=pêne, G=gâche, Pc=picolet

La gâche est une partie de serrure de châssis qui est, dans le cas d'un ouvrage à un seul vantail, fixée au dormant.

## Typologie
À la fin du XVIIIe siècle, la gâche est une plaque de fer battu ou de tôle, droite ou coudée d'équerre, qui, étant attachée sur un poteau, un bâti de porte ou un chambranle, reçoit le pêne de la serrure - Cette sorte de gâche se nomme "gâche équerre", ou parfois "gâche d'épaisseur".
- Gâche encloisonnée - Gâche qui a un palâtre et une cloison comme une serrure - On en distingue de plusieurs sortes, à savoir: d'une hauteur à deux hauteurs trois quarts - La première s'emploie sur les portes qui affleurent avec le chambranle, et les autres pour les portes qui sont en saillie.
- Gâche à pointe - Gâche  qui a deux branches droites qu'on enfonce dans un poteau ou dans un chambranle[S 1].
- Gâche d'épaisseur ou à pâte - Gâche faite en fer aplati, coudée à quatre coudes, portant deux pattes carrées percées de plusieurs trous, et qui se fixe avec des vis sur un chambranle ou sur un poteau - On la nomme aussi gâche de sûreté - Ces gâches sont quelquefois fermées derrière, alors on les nomme gâches à patte encloisonnée[S 1].
- Gâche coulante - Plaque de fer battu portant deux scellements; elle se place à fleur des plâtres dans un embrasement[S 1].
- Gâche à scellement - Gâche qui a deux branches à double crochet qui doivent être scellées[S 1].
- Gâche à soupape - Gâche composée d'une plaque en fer ou en cuivre, percée d'un trou rond fermé par une bascule montée dessous; elle sert à recevoir le bout d'un verrou au-dessous d'une serrure à bascule ou le bas d'une espagnolette à douille[S 1].
- Gâche de répétition - Gâche semblable en tout à l'extérieur de la serrure à laquelle elle sert de fermeture[S 1].
- Gâche carrée et à bascule - Gâche encloisonnée, qui porte à l'intérieur des repères pour des verrous[S 1].
- Gâche d'espagnolette ou à boutonnière - Morceau de tôle d'environ  6 mm de long, percé d'une mortaise carrée[S 1] utilisée pour les persiennes[1].